# مخيم خرز للاجئين (لحج)
مخيم خرز للاجئين هي إحدى قرى الجمهورية اليمنية. تتبع جغرافيا لمحافظة لحج و إداريًا لمديرية المضاربة والعارة. يبلغ تعداد سكانها 5892 نسمة حسب الإحصاء الذي أجري عام 2004.